# Адалберт I (Реция)
Адалберт I (на немски: Adalbert I, † 8 януари 946) от алеманската благородническа фамилия Бурхардинги (Хунфридинги), е маркграф на Графство Реция (в Швабия) и граф на Тургау (от 836).

## Произход и управление
Той е вторият син на херцога на Фриули, маркграф на Истрия и Реция Хунфрид I († 835) и Хита.
С брат му граф Хунфрид II († сл. 846) Адалберт I си разделя владението – Хунфрид II управлява в Истрия (от 836), а Адалберт I става граф в Реция и Тургау (от 836).
Адалберт I е последван като маркграф на Реция от Рудолф II.

## Деца
Той е баща на:
- Удалрих, господар на Шенис
- Хунфрид III, граф в Цюрихгау
- Адалберт II Светлейши († 900/906), граф на Тургау, Албгау, Хегау, и баща на Бурхард I (херцог на Швабия).